# Gobiesox rhessodon
Gobiesox rhessodon är en fiskart som beskrevs av Smith, 1881. Gobiesox rhessodon ingår i släktet Gobiesox och familjen dubbelsugarfiskar. Inga underarter finns listade i Catalogue of Life.